# Тихомиров, Борис Алексеевич
Бори́с Алексе́евич Тихоми́ров (1922 — после 1985) — советский хозяйственный, государственный и политический деятель, Герой Социалистического Труда (1965).

## Биография
Родился в 1922 году в Петрограде. Член КПСС с 1943 года.
Участник Великой Отечественной войны. С 1943 года — на хозяйственной, общественной и политической работе. В 1943—1982 гг. — шофёр в совхозе, машинист экскаватора на строительстве водохранилищ, старший машинист экскаватора треста «Южсурханводстрой», управления треста «Сурхансовхозводстрой» на территории Сурхандарьинской области Узбекской ССР, ответработник строительно-ремонтного отдела Ленгорисполкома.
Указом Президиума Верховного Совета СССР от 1 марта 1965 года за особые заслуги в развитии народного хозяйства Узбекской ССР присвоено звание Героя Социалистического Труда с вручением ордена Ленина и золотой медали «Серп и Молот».
Избирался депутатом Верховного Совета СССР 6-го и 7-го созывов.
Умер в Санкт-Петербурге после 1985 года.